# Wayne Gardner

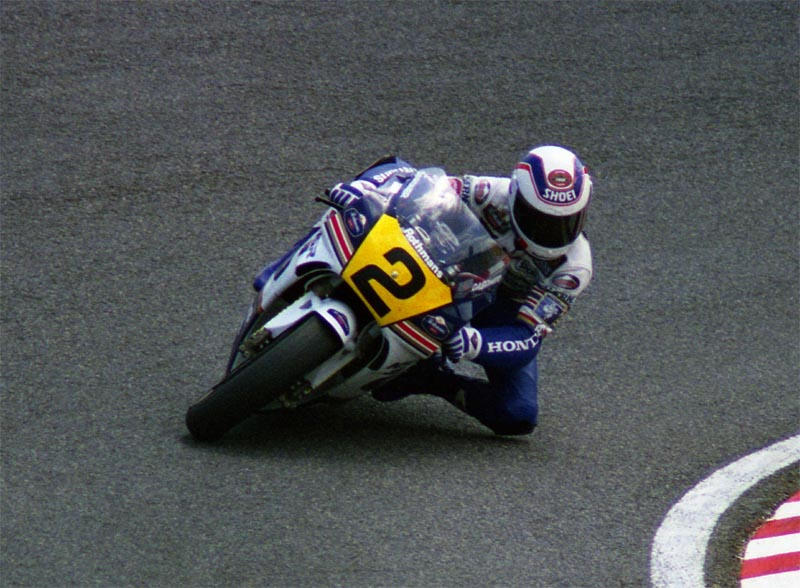
Wayne Gardner bij de Grand Prix van Japan 1989

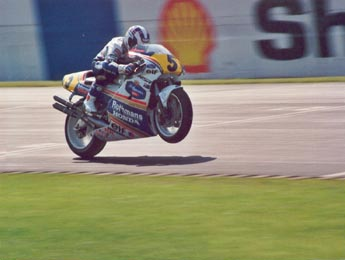
Gardner op Honda in Donington

Wayne Gardner (Wollongong, 11 oktober 1959) is een voormalige Australische motor- en autocoureur. Hij werd in 1987 op de motor wereldkampioen in de klasse tot 500 cc.

## Carrière
Wayne Gardner begon zijn carrière in 1977 op een leeftijd van 18 jaar op een gebruikte 250 cc-machine in het Australisch kampioenschap. In zijn eerste race legde hij beslag op de tweede plaats. Enkele weken later kon hij op de Oran Park Raceway zijn eerste overwinning binnenrijden.
In het seizoen 1983 reed Gardner zijn eerste race in het wereldkampioenschap wegrace. Bij zijn debuut op Assen botste hij op regerende wereldkampioen Franco Uncini, die na een crash op de weg stond. Uncini raakte hierbij levensgevaarlijk gewond. 1984 was Gardners eerste volledige seizoen met het Rothmans-Honda-team in de 500 cc-klasse. In de eerste race werd hij vierde achter Freddie Spencer, Eddie Lawson en Raymond Roche. Zijn eerste overwinning behaalde hij in 1986 op Jarama. Het jaar daarop won Gardner met zeven overwinningen in 14 wedstrijden de wereldtitel. In 1986 en 1988 werd hij vice-wereldkampioen, beide achter Eddie Lawson. In totaal won hij 18 races in de koningsklasse, waarvan de laatste in 1992 op Donington Park was.
Gardner won tevens de 8 uren van Suzuka in 1985, 1986, 1991 en 1992. 
Na het seizoen 1992 beëindigde Gardner zijn actieve carrière op twee wielen, maar bleef aan het Grand Prix-circus verbonden als begeleider van jonge Australische coureurs als Daryl Beattie.
Direct naar zijn laatste wk-race eind 1992 nam Gardner deel aan de DTM-race op de Nürburgring en op Hockenheim in het Jägermeister-BMW team, samen met Armin Hahne. Plannen voor een geheel seizoen in het jaar daarop mislukten door DTM-interne problemen. In 1993 nam Gardner met een Holden Commodore aan de V8 Supercars-serie deel. Hij won in het eerste jaar de race in het bijprogramma van de Grand Prix Formule 1 van Australië en werd derde bij de 1000 km-race van Bathurst. In 1994 richtte hij zijn eigen team, Wayne Gardner Racing, op en bleef de raceklasse tot 2000 trouw.
Tussen 1996 en 2001 reed Gardner tevens in de All Japan Grand Touring Car Championship voor Toyota, waar hij in zowel 1999 als 2001 een wedstrijd wist te winnen. In 1998 nam hij samen met Didier de Radiguès en Philippe Gache deel aan de 24 uren van Le Mans. Het team kwalificeerde zich als 26e en viel tijdens de race na 155 ronden wegens motorproblemen uit. Sinds 2002 zit Gardner bij de jaarlijks in september terugkerende Revival Meeting op het Goodwood Circuit weer regelmatig op een motorfiets.
Zijn zoon Remy Gardner rijdt in 2019 het wereldkampioenschap in de Moto2 klasse.

## Statistiek
| Seizoen | Klasse | Motor  | Races | Overw. | Podium | Poles | Ptn  | Pos |
| ------- | ------ | ------ | ----- | ------ | ------ | ----- | ---- | --- |
| 1983    | 500 cc | Honda  | 2 nu  | 0      | 0      | 0     | 0    | –   |
| 1984    | 500 cc | Honda  | 5     | 0      | 1      | 0     | 33   | 7e  |
| 1985    | 500 cc | Honda  | 12    | 0      | 5      | 0     | 73   | 4e  |
| 1986    | 500 cc | Honda  | 11    | 3      | 8      | 2     | 117  | 2e  |
| 1987    | 500 cc | Honda  | 15    | 7      | 12     | 10    | 178  | 1e  |
| 1988    | 500 cc | Honda  | 15    | 4      | 11     | 5     | 229  | 2e  |
| 1989    | 500 cc | Honda  | 9     | 1      | 2      | 0     | 67   | 10e |
| 1990    | 500 cc | Honda  | 12    | 2      | 6      | 2     | 138  | 5e  |
| 1991    | 500 cc | Honda  | 14    | 0      | 3      | 0     | 161  | 5e  |
| 1992    | 500 cc | Honda  | 7     | 1      | 4      | 0     | 78   | 6e  |
| Totaal  | Totaal | Totaal | 102   | 18     | 52     | 19    | 1074 |     |